# Leonel Cunha Guerra
Leonel Cunha Guerra, hay Lio (sinh ngày 20 tháng 6 năm 1987) là một cầu thủ bóng đá người Bồ Đào Nha thi đấu cho Bragança.

## Sự nghiệp câu lạc bộ
Anh ra mắt chuyên nghiệp tại Giải bóng đá hạng nhất quốc gia Bồ Đào Nha cho Freamunde vào ngày 12 tháng 8 năm 2012 trong trận đấu trước União da Madeira.